# Região Autônoma de Bougainville

Mapa Distrito da província Salomão do Norte

A Região Autônoma de Bougainville, conhecida anteriormente como Província de Salomão do Norte, é uma região autônoma na Papua-Nova Guiné. Sua maior extensão territorial está situada na ilha de Bougainville (sendo esta a maior ilha do arquipélago das Ilhas Salomão). A ilha de Buca, além de outras vizinhas como os Carterets, fazem parte desta região. A cidade de Buca é temporariamente a sua capital, mas espera-se que retorne para Araua futuramente. Segundo o censo de 2011, a população desta província é de 249 358 habitantes.
A ilha de Bougainville é, ecológica e geograficamente, parte do arquipélago das Ilhas Salomão (embora não pertença politicamente à nação das Ilhas Salomão). Buca, Bougainville e a maioria das Ilhas Salomão fazem parte da ecorregião das florestas tropicais das Ilhas Salomão. A biodiversidade da região é constantemente ameaçada pelas atividades de mineração, principalmente conduzidas por investidores estrangeiros.
No final de 2019, foi realizado um referendo não vinculativo sobre a independência, com 98% dos votos a favor da independência, em vez da continuação da autonomia em Papua-Nova Guiné. Como resultado, as autoridades regionais pretendem se tornar independentes entre 2025 e 2027, enquanto se aguarda a ratificação pelo governo de Papua-Nova Guiné. Se ratificada, a capital poderá ser transferida de Buca para a localização anterior de Araua.

## Governo e política
O histórico conflito de Bougainville terminou em 1997, após a finalização de negociações intermediadas pela Nova Zelândia. Um acordo de paz foi firmado em 2000 que, além do desarmamento, previa a criação de um Governo Autônomo de Bougainville. As partes concordaram em realizar um referendo no futuro, cuja temática era a independência política da região.
Em maio e junho de 2005, foram realizadas as eleições para o primeiro governo autônomo. Joseph Kabui, um líder independista, foi eleito presidente. Ele morreu durante o seu cargo, em 6 de junho de 2008. Eleições interinas foram realizadas e, como resultado, John Momis foi eleito presidente em 2010 (para um mandato que, inicialmente, seria de cinco anos). Ele apoiava a autonomia dentro de um relacionamento com o governo nacional de Papua Nova Guiné.
Vitimado por uma breve doença, o líder rebelde Francis Ona acabou falecendo em 25 de julho de 2005. Sendo um ex-agrimensor com Bougainville Copper, Ona teve grande importância no conflito secessionista, no qual recusou juntar-se formalmente ao processo de paz da ilha.
A Austrália anunciou em 2015 que estabeleceria, pela primeira vez, um posto diplomático em Bougainville.

### Independência: o referendo de 2019
Em 2013, o presidente John Momis afirmou que Bougainville realizaria um referendo sobre a independência em algum momento anterior ao ano 2020 (desde que algumas questões remanescentes tenham se resolvido). Os governos de Bougainville e Papua-Nova Guiné estabeleceram a data provisória de 15 de junho de 2019 para a votação, sendo esta a etapa final do Acordo de Paz de Bougainville. Contudo, certos critérios da parte de Bougainville devem ser cumpridos antes que qualquer votação possa ocorrer, estando entre eles possuir uma economia viável e controlar o fluxo de armas ilegais na região.
Em 27 de setembro de 2017, nenhum desses pré-requisitos foram cumpridos. O primeiro-ministro da Papua-Nova Guiné, Peter O'Neill, com isso, expressou dúvidas de que tais condições poderiam efetivamente serem atendidas antes da data prevista para o referendo. Karl Claxton, analista do Instituto Estratégico de Política da Austrália (em inglês: Australian Strategic Policy Institute), havia dito que existe uma grande expectativa de que Bougainville votará  a favor de sua independência.
O referendo então foi realizado entre 23 de novembro e 7 de dezembro de 2019, com os resultados declarados em 11 de dezembro. A região de Bougainville votou quase unanimemente (com 98,31% dos votos) a favor da independência da Papua-Nova Guiné.

## Curiosidades
Bougainville deverá tornar-se independente da Papua Nova Guiné algures entre 2025 e 2027.